# Đàng Trong

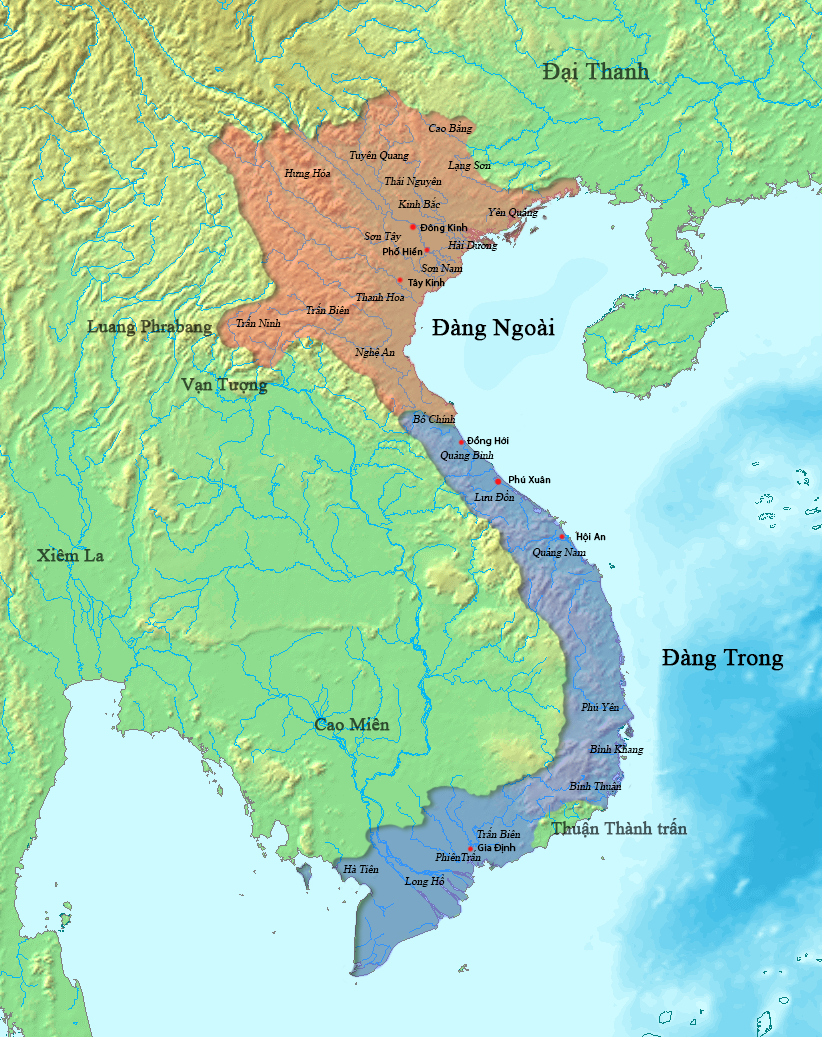
Đàng Ngoài (rood) and Đàng Trong (blauw) in 1757.

Đàng Trong (Hán tự: 塘中, letterlijk: "binnencircuit"), ook wel Nam Hà (Hán tự: 南河, letterlijk: "ten zuiden van de rivier") genoemd, was een streek in het zuiden van het huidige Vietnam, onder het bewind van de Nguyen-heren, later uitgebreid door de zuidwaartse uitbreiding van het Vietnamese volk. De term "Đàng Trong" verscheen voor het eerst in het Dictionarium Annamiticum Lusitanum et Latinum van Alexandre de Rhodes. Europese bronnen noemden het toentertijd Cochinchina of Quinam.
Tijdens de 17e eeuw en bijna de gehele 18e eeuw was Đàng Trong een de facto onafhankelijk koninkrijk geregeerd door de Nguyễn-heren, terwijl deze beweerden loyale onderdanen te zijn van de Lê-keizers in Thăng Long (het huidige Hanoi). Het werd begrensd door Đàng Ngoài langs de Linh-rivier (de huidige Gianh-rivier in de provincie Quảng Bình). Nguyễn-heersers gaven zichzelf de titel Chúa ("Heer") in plaats van Vua of "Koning", totdat Heer Nguyễn Phúc Khoát in 1774 de titel Vũ Vương ("krijgshaftige Koning") claimde. Het land had geen officiële naam, buitenlanders noemden het koninkrijk Quảng Nam Quốc (Chinees: 廣南國; pinyin: guǎng nán guó), naar het Quảng Nam-gouvernement waar de belangrijke haven Hội An (toentertijd Faifo genoemd) zich bevindt.